# Doula del final de la vida
Una matrona de muerte o doula de la muerte o del final de la vida, es una persona que asiste en el proceso de morir, como una matrona o doula lo hace en el proceso del nacimiento. Es a menudo un papel que se lleva a cabo en una comunidad, con el objetivo de ayudar a las personas en duelo a superar la muerte a través de reconocerla como parte natural e importante de la vida. Su papel está también relacionado con los centros de cuidados paliativos o cuidados al final de la vida, de modo parecido al que la partería lo está con la obstetricia. Las profesionales realizan una gran variedad de servicios, que incluyen la creación de documentos de voluntades anticipadas, suministro de soporte espiritual, psicológico y social, y, en pocos casos, asistencia física. Su función también puede incluir actividades más logísticas, como ayudar con servicios fúnebres, planear funerales y servicios conmemorativos, y guiar a los deudos en sus derechos y responsabilidades.
La presencia del papel de una doula de muerte moderna ha evolucionado en los últimos años, incluida una controversia sobre el proceso de regulación de la posición y el uso del término "partera" en lugar de la doula, y los proyectos de ley propuestos para regular el proceso y proporcionar Licencias para las doulas de la muerte en Estados Unidos. El tema también ha visto un aumento significativo de interés, especialmente en la organización estadounidense INELDA, que capacita tanto a hospitales y hospicios como a personas que quieren convertirse en doulas del final de la vida.

## Función histórica de las matronas de muerte

### Mujeres en entierros
Las mujeres han tenido mucho que ver con el manejo de los asuntos de difuntos, especialmente en tareas en paralelo con el movimiento de entierro natural. Históricamente, las mujeres han cuidado de los cadáveres con mayor frecuencia, haciendo la mayor parte del trabajo de preparación para el entierro. Esto se ha visto como parte del rol de las mujeres en una familia, ocuparse de los fallecidos, así como se ha ocupado de los niños y los enfermos. Sin embargo, el aumento de la práctica del embalsamamiento y las empresas funerarias empujó a las mujeres fuera de esta práctica a partir de la Guerra Civil Norteamericana.
Esta función tradicional de las mujeres en los entierros ha dado lugar al moderno movimiento de doulas de la muerte liderado por mujeres. Muchas pretenden reconectar a las personas con las prácticas históricas de la muerte, trabajando con las familias para aceptar el proceso de morir en lugar de tratarlo como una práctica clínica mediante la provisión de alternativas al estándar de industria de la cremación o embalsamamiento.

### Historia de las doulas de cuidados paliativos en medicina clínica
El aumento de doulas de la muerte en los cuidados paliativos es un movimiento relativamente nuevo, con programas privados de certificación que siguen el legado de los programas piloto en el cuidado clínico. Uno de los primeros movimientos fue iniciar en Nueva York en el año 2000, un programa de voluntariado centrado en emparejar a las llamadas doulas con personas con enfermedades terminales. El programa estuvo financiado por el Shira Ruskay Center del Jewish Board of Family and Childrenˋs Services y el Centro Médico NYU, y empezó con el emparejamiento de cinco voluntarias con pacientes. El programa finalmente se denominó Doula para acompañar y consolar. Las voluntarias recibieron capacitación en aspectos clínicos y espirituales, que incluían, entre otras cosas, las complejidades del cuidado de la salud al final de la vida, problemas físicos como la incontinencia y la desorientación y la esperanza ante la muerte.
La siguiente implementación clínica importante de la metodología de las doulas de la muerte fue en el Comité de apoyo y cuidados paliativos y en el Comité de ética de la Clínica Baylor poco después del establecimiento del programa de Nueva York. Miembros de este departamento incluidas las enfermeras y enfermeros de cuidados paliativos, los capellanes y los terapeutas trabajaron juntos para crear un programa con el asesoramiento del programa de Nueva York. A partir de ahí, se creó un programa que implica una formación de seis semanas para trabajar mano a mano con la medicina clínica, en el que las enfermeras y enfermeros, trabajadoras sociales, y terapeutas derivan a las doulas y tienen que ser específicamente ordenadas por la médica o médico. Después de ser ordenadas, las doulas entrenadas como voluntarias son emparejadas por el hospital con casos individuales. Mientras que el programa de Doulas para acompañar y consolar brinda servicios tanto para pacientes ambulatorios como para pacientes hospitalizados, el programa Baylor es solo para pacientes hospitalizados.

## Controversia legal

### Universidad de Matronas de British Columbia
Ha habido una reciente controversia sobre la etiqueta de Matrona de Muerte. La Universidad de Matronas de British Columbia ha pedido a las matronas de la muerte que dejen de utilizar el término matrona, específicamente con la Red Canadiense Integrativa para la Educación y Alternativas a la Muerte (CINDEA). La base del caso es que Louise Aerts, directora ejecutiva de la Universidad de Matronas, reclama que el término matrona esté específicamente reservado para el sentido tradicional de la palabra en relación con el nacimiento. La Ley de Profesiones de la Salud protege su uso. En respuesta, el sitio web de CINDEA añadió el siguiente descargo de responsabilidad a su sitio web: "La función y las prácticas de las matronas de la muerte se mencionan frecuentemente en este sitio web. Las matronas de la muerte no son matronas convencionales (quienes se ocupan del parto) o profesionales de salud, ni están registradas en ninguno de los Colegios de Matronas de Canadá."

### Proyecto de Ley 796 del Senado de EE.UU.
Hay poco control legal alrededor la certificación de las matronas de la muerte. En comparación, hay cuerpos reguladores múltiples que aseguran la educación y prácticas de matronas tradicionales, como El Nursing and Midwifery Council.
Aun así, ha habido unas cuantas medidas para regular y autorizar la práctica de ser una doula de la muerte. En 2009, el senador Vicki Walker de Oregón introdujo el Proyecto de Ley del Senado 796. El proyecto de ley tiene como objetivo regular a las "asesoras de cuidado de la muerte", en otras palabras, doulas de la muerte y profesiones relacionadas. Después de que el proyecto de ley se aprobara en julio, se exigió a las doulas de la muerte que obtuvieran una licencia de la Junta de mortuorios y cementerios de Oregón. La prueba que tienen que pasar para obtener una licencia cubre leyes federales y de Oregón relacionadas con el cuidado de los cadáveres.

## Responsabilidades
El papel de una doula de la muerte es "una respuesta centrada en la comunidad que reconoce la muerte como una parte natural, aceptada y honrada de la vida. Se podría decir que una partera de la muerte es a un centro de cuidados paliativos [...] lo que a partera de nacimiento es a la obstetricia." Las profesionales pueden ayudar crear documentos de voluntades anticipadas, algunas proporcionan cuidado espiritual, soporte psicológico y social, y a veces incluso cuidado físico. Pueden ayudar a organizar turnos de vigilia en las casas y funerales en los hogares y ofrecer guías respecto a lo que vuestros derechos y las responsabilidades en el cuidado de las personas fallecidas.
La muerte es una situación para la que nadie puede prepararse por completo. Además, pocas personas tienen experiencia con personas moribundas cercanas a ellas. Debido a esto, cuándo llega el tiempo de lidiar con la muerte hay muchas preguntas e incertidumbre. El manejo del dolor es sólo una parte de los cuidados del final de la vida; otra parte, de importancia igual o mayor al final de la vida, son los aspectos psicológicos, incluyendo la gestión de relaciones cercanas. El soporte de una doula puede aliviar tensión y las tareas pesadas de la familia con el fin de brindar atención al individuo que está muriendo pero también le brinda al individuo apoyo psicológico y emocional en el proceso.
Aunque las responsabilidades concretas de una doula de la muerte varían de programa de certificación a programa, hay ciertos paralelismos a través de cada una. Los servicios proporcionados por una doula de la muerte generalmente se pueden dividir en dos categorías.

### Información
- Proporcionando a la familia información sobre métodos alternativos para el cuidado de la muerte.
- Investigando opciones de cuidado de vida- asistido / cuidados paliativos si es necesario.
- Proporcionando información médica y consejos en relación con cuidado paliativo, por ejemplo, problemas de incontinencia, desorientación, cambios de color en extremidades, otros síntomas.
- Actuando como acompañantes en el final de vida a aquellos que se encuentran en un proceso irreversible y que necesitan encontrar la paz con ellos mismos y con su familiares.
- Actuando como enlace entre la familia y las organizaciones más grandes, es decir, el hospital, la funeraria, la capilla conmemorativa.[14]

### Soporte
- Construyendo una relación con el enfermo terminal.
- Proporcionando soporte espiritual y emocional para el enfermo terminal y su familia.
- Defendiendo para la familia en la administración de los últimos deseos de los enfermos terminales.[15]

## Motivaciones
Muchas personas que se convierten en doulas de la muerte son “voluntarias que sienten la firme convicción de crear un espacio seguro" Son personas empáticas que desean apoyar a los pacientes en las etapas finales de su vida. Otra razón por la que las personas se sienten atraídas por este campo es porque "quieren el contacto, la participación y se sienten atraídas por la misión de asegurarse de que nadie se enfrente solo a este [proceso de muerte]". Las personas que se convierten en doulas de la muerte están allí porque quieren ayudar a la familia y al paciente a lo largo de todo el proceso, como un tercero. 
Otras personas se introducen el campo debido a “sus propios miedos sobre el morir y la muerte”. Debido a que las doulas tienen miedo de ellas mismas, observar el proceso de primera mano puede aliviar sus miedos. Tener la experiencia puede ayudar a medida que avanzan en el proceso. 

## Certificación
Hay muchas entidades particulares que ofrecen un programa de certificación, incluyendo laorganización sin ánimo de lucro A Sacred passing, la funeraria Sacred Crossings, Beyond Hospice, Earth Traditions, la entidad sin ánimo de lucro INELDA , la Asociación Internacional de Doulas del Final de la Vida y Quality of Life Care. El Asociación internacional de doulas del final de la vida(INELDA) fue fundada en 2015. Su declaración de misión dice que están “dedicados a brindar un significado más profundo y una mayor comodidad a los moribundos y seres queridos en los últimos días de la vida". Enfatizan la necesidad para un doula del proceso de certificación para crear un estándar para el área. Cualquiera puede convertirse en doula de la muerte y se ofrecen oportunidades de capacitación a nivel internacional.Los pasos incluidos para la certificación incluyen trabajo práctico en el campo con evaluaciones y exámenes para mostrar suficiente conocimiento.
Las organizaciones de certificación más pequeñas están asociadas a funerarias individuales, y están disponibles para la familia, además de los servicios tradicionales más al final de la vida. La certificación no esá disponible en entornos educativos tradicionales, por lo general se ofrece en sesiones de capacitación más bajas y de pago. El Doula Program es una organización de voluntariado que se centra en la relación entre el doula y la persona moribunda. En vez de certificación, las personas voluntarias presentan una solicitud en un grupo de alrededor de 300, y se admiten alrededor de 12 en cada ciclo.
Los programas de certificación pública asociados con hospitales y más estrechamente ligados con el cuidado clínico están restringido a unos cuantos programas pilotos. Estos a menudo implican entrenamiento que abarca varias semanas de manera similar a los programas privados, sin embargo, a menudo están más relacionados con los cuidados paliativos y ponen al paciente en una situación más cómoda a través de medios clínicos y asesoramiento de salud mental en lugar de centrarse tanto en lo espiritual y aspecto de apoyo emocional. Estos programas incluyen el Baylor University Medical Center's Support and Palliative Care Service's Doula to Accompany and Comfort Program, así como el programa no sectario de doula voluntaria del Departamento de Servicios Sociales del Centro Médico de la Universidad de Nueva York.

## Derivación del nombre "Doula"
El término Doula originalmente proviene de la Grecia antigua, donde se usaba para definir a una persona como un sirviente o en algunos casos extremos, un esclavo. El término doula se usó más comúnmente en la década de 1960, cuando a menudo definía a una persona que colaboraba en el proceso de parto. Esta persona era a menudo una mujer, que no sólo ayudaba durante el proceso del nacimiento sino también proporcionado soporte a las mujeres antes y después del parto.Recientemente se ha acuñado el término Doula de la Muerte, que se refiere a una persona capacitada que brinda asistencia y recursos a una persona moribunda y a su familia. 

## Campos asociados

### Cuidado de hospicio
El papel de una doula de muerte es coherente con el enfoque más holístico adoptado en el cuidado de hospicio. Como resultado, muchos hospitales y centros de cuidados paliativos que tratan con pacientes que han llegado al final de su vida han tenido consejeros de su propio personal que han recibido capacitación sobre las doulas de la muerte. Esto a menudo se lleva a cabo específicamente a través de la organización International End of Life Doula Association (INELDA), que ofrece sesiones de capacitación en cuatro países.

### Movimiento de cuidado de muerte alternativo
El fenómeno de las doulas de la muerte está asociado con el movimiento Muerte positiva. También se ha relacionado con un creciente interés en los métodos alternativos para tratar los restos, incluidos los enterramientos ecológicos, los enterramientos de conservación y los enterramientos domiciliarios. El objetivo de muchas doulas de muerte es proporcionar información sobre alternativas a la cremación o el entierro convencional, como el entierro natural o verde, y la "cremación sin llama" o hidrólisis alcalina, que es legal en 14 estados de los Estados Unidos.</ref>